# Le Regard Picasso
Pour plus de détails, voir Fiche technique et Distribution.
Le Regard Picasso est un film français réalisé par Nelly Kaplan et sorti en 1967.

## Synopsis
Le documentaire s'intéresse à l'exposition hommage à Pablo Picasso ayant eu lieu en 1966-1967 au Petit Palais.

## Fiche technique
- Titre : Le Regard Picasso
- Réalisation : Nelly Kaplan
- Scénario : Nelly Kaplan
- Musique : Michel Fano
- Montage : Nelly Kaplan
- Producteur : Claude Makovski
- Production : Cythère Films
- Pays :  France
- Durée : 52 minutes
- Date de sortie : septembre 1967 (présentation au festival de Venise)

## Distribution
- Jacques Paoli (voix)

## Récompense
- 1967 : Lion d'or du court métrage au festival de Venise[1]